# Wushu ai Giochi mondiali 2022
Le competizioni di wushu ai Giochi mondiali 2022 si sono svolte dal 12 al 13 luglio 2022 al Bill Battle Coliseum di Birmingham in Alabama, negli Stati Uniti d'America. L'evento era originariamente stato calendarizzato nel luglio 2021, ma i Giochi mondiali sono stati riprogrammati per l'anno successivo a seguito del rinvio dei Giochi olimpici estivi di Tokyo 2020, dovuto all'insorgere dell'emergenza sanitaria causata dalla pandemia di COVID-19.

## Podi

### Uomini
| Specialità                       | Oro                  | Argento             | Bronzo           |
| Changquan (dettagli)             | Edgar Xavier Marvelo | Lee Ha-sung         | Roman Reva       |
| Daoshu / Gunshu (dettagli)       | Wu Zhaohua           | Jowen Lim           | Loan Drouard     |
| Jianshu / Qiangshu (dettagli)    | Brian Wang           | Barbarisi Alfonso   | Jason Chen-Leung |
| Nanquan / Nangun (dettagli)      | Liu Zhongxin         | Harris Horatius     | Lai Po-Wei       |
| Taijiquan / Taijijian (dettagli) | Yu Won-Hee           | Hosea Wong Zheng Yu | Yeung Chung Hei  |

### Donne
| Specialità                       | Oro           | Argento            | Bronzo            |
| Changquan (dettagli)             | Lai Xiaoxiao  | Nandhira Mauriskha | Michele Santos    |
| Daoshu / Gunshu (dettagli)       | Mia Tian      | Alina Krysko       | Michelle Yeung    |
| Jianshu / Qiangshu (dettagli)    | Dương Thúy Vi | Winnie Cai         | Seo Hee-ju        |
| Nanquan / Nandao (dettagli)      | Zhang Yaling  | Darya Latisheva    | Lee Wing Yung     |
| Taijiquan / Taijijian (dettagli) | Basma Lachkar | Liu Pei-Hsun       | Vera Tan Yan Ning |

## Medagliere
| Posiz. | Nazione       | Oro | Argento | Bronzo | Totale |
| ------ | ------------- | --- | ------- | ------ | ------ |
| 1      | Cina          | 4   | 0       | 0      | 4      |
| 2      | Stati Uniti   | 2   | 0       | 0      | 2      |
| 3      | Indonesia     | 1   | 2       | 0      | 3      |
| 4      | Corea del Sud | 1   | 1       | 1      | 3      |
| 5      | Brunei        | 1   | 1       | 0      | 2      |
| 6      | Vietnam       | 1   | 0       | 0      | 1      |
| 7      | Canada        | 0   | 1       | 1      | 2      |
| 7      | Taipei cinese | 0   | 1       | 1      | 2      |
| 7      | Singapore     | 0   | 1       | 1      | 2      |
| 7      | Ucraina       | 0   | 1       | 1      | 2      |
| 11     | Italia        | 0   | 1       | 0      | 1      |
| 11     | Uzbekistan    | 0   | 1       | 0      | 1      |
| 13     | Hong Kong     | 0   | 0       | 3      | 3      |
| 14     | Brasile       | 0   | 0       | 1      | 1      |
| 14     | Francia       | 0   | 0       | 1      | 1      |
| Totale | Totale        | 10  | 10      | 10     | 30     |